# Igor Voznesenskij
Igor Voznesenskij (russisk: И́горь Матве́евич Вознесе́нский) (født 2. juni 1948 i Moskva i Sovjetunionen) er en sovjetisk filminstruktør og manuskriptforfatter.

## Filmografi
- Koltsa Almanzora (Кольца Альманзора, 1977)[1][2]
- Tjetvjortaja vysota (Четвёртая высота, 1977)
- Akvanavty (Акванавты, 1978)
- Priznat vinovnym (Признать виновным, 1983)